# Glocom
Glocom bzw. Global Communications Co. ist ein Rüstungsunternehmen, das Funkgeräte und -zubehör für den Kriegseinsatz herstellt.
Laut eigenen Angaben hat das Unternehmen seinen Sitz in Malaysia. Im Jahr 2017 hieß es in einem Bericht der Vereinten Nationen, der dem Sicherheitsrat der Vereinten Nationen vorgelegt wurde, Glocom sei eine Frontorganisation der nordkoreanischen Regierung mit dem Ziel, unter Verletzung der UN-Sanktionen militärische Ausrüstung zu verkaufen. Der Bericht behauptete, dass Glocom scheinbar von dem nordkoreanischen Unternehmen Pan Systems Pyongyang Branch betrieben werde, das mit dem Nachrichtendienst der Demokratischen Volksrepublik Korea, dem Reconnaissance General Bureau (RGB), zusammenhängt. Pan Systems Pyongyang Branch behauptete im Jahr 2017, dass es keine Verbindung zu Glocom habe. Auch das malaysische Außenministerium bestreitet einen Verstoß gegen UN-Sanktionen.
Trotz der wiederholten Sperrung seiner YouTube-Kanäle warb Glocom in den Jahren 2017, 2018 und 2019 auf dem Videoportal für „Radarsysteme, Kommunikationssoftware und Militärfunkanlagen“. Ähnliche Geräte wurden 2018 und 2019 auf Twitter und 2019 auf Facebook beworben.